# Якурим (станция)
Якури́м — станция Восточно-Сибирской железной дороги на Байкало-Амурской магистрали в Усть-Кутском районе Иркутской области, на территории города Усть-Кут. 
Относится к Северобайкальскому региону Восточно-Сибирской железной дороги. Находится на 730 километре Байкало-Амурской магистрали. 
Участок Тайшет – Лена – Якурим протяженностью 730 км был введен действие в 1958 году, затем стройку приостановили почти на 10 лет и новые изыскания начали лишь в 1967 году.
В 1996 году поселок Якурим был включен в стостав Усть-Кута.